# Anastasija Bahdanionak
Anastasija Bahdanionak (biał.: Анастасія Багданёнак; ros.: Анастасия Богданёнок, Anastasija Bogdanionok; ur. w 1987 roku w Grodnie) – białoruska siatkarka występująca na pozycji przyjmującej. Była reprezentantka Białorusi juniorek.

## Kluby
- Nioman Grodno (2005/2006 – 2011/2012)